# Приколотнянский поселковый совет (Харьковская область)
Приколотня́нский поселковый совет — упразднённая административная единица в составе Великобурлукского района Харьковской области Украины.
Административный центр поселкового совета находился в пгт Приколотное.

## История
- 1923 год — образован.
- До 2020 - в Великобурлукском районе.
- 17 июля 2020 года — упразднён и затем включён в состав Ольховатской сельской общины Купянского района.

## Населённые пункты совета
- пгт Приколо́тное
- село Гогино
- село Пролета́рское (исключено из сельсовета между 1967 и 1976)
- село Слёзное (Слизнёво; исключено из сельсовета между 1967 и 1976)
- село Мала́хово (включено в состав сельсовета между 1967 и 1976 и исключено до 2010).